# Miguelito (cantor)
Miguel Angel Valenzuela Morales (San Juan, 5 de janeiro de 1999), também conhecido como Miguelito é um cantor de reggaeton porto-riquenho. Ele já lançou sete álbuns e é o vencedor mais jovem do Grammy Latino certificado pelo Guinness Book of Records.

## Carreira
Miguelito apareceu duas vezes na lista de tendências da Billboard 21 Under 21 dos talentos musicais mais promissores com menos de 21 anos. Foi também foi a pessoa mais jovem a ser indicada ao Grammy Latino e ganhou o prêmio quando tinha 9 anos, em 2008.

## Discografia

### Álbuns de estúdio
- 2006: Más grande que tú
- 2007: El heredero
- 2010: Todo el mundo
- 2011: Tiempo de navidad
- 2021: 081422

### Coletâneas
- 2009: Los Pitchers (con Gold2)

### Trilha sonora
- 2011: Nadie sabe lo que tiene